# Marcia K. Johnson
Marcia K. Johnson (* 1943) ist eine US-amerikanische Psychologin, emeritierte Hochschullehrerin an der Yale University und eine weltweit führende Gedächtnisforscherin. Ihre Forschungsschwerpunkte liegen in der Kognitionspsychologie und kognitiven Neurowissenschaft, insbesondere auf Gedächtnisprozessen und Prozessen des Verstehens. Bekannt geworden ist sie unter anderem für ihre Forschung zum Quellengedächtnis, d. h. der Frage, wie Menschen unterscheiden, welche ihrer Erinnerungen wahr und welche imaginiert sind.

## Leben und Werdegang
Marcia K. Johnson wurde 1943 in Alameda (Kalifornien) geboren. An der University of California, Berkeley, studierte sie Psychologie und legte dort 1965 ihren Bachelor-Abschluss in Psychologie ab. Ihren Doktortitel in Allgemeiner/experimenteller Psychologie erwarb sie ebenfalls dort. Von 1970 bis 1985 forschte und lehrte sie an der State University of New York at Stony Brook. Danach wechselte sie zunächst an die Princeton University und 2000 an die Universität Yale, wo sie Sterling-Professorin für Psychologie war. Seit 2017 ist sie Emeritus Sterling-Professorin.

## Forschungsschwerpunkte
Marcia K. Johnsons Forschungsschwerpunkte liegen auf grundsätzlichen kognitiven Prozessen wie Gedächtnis und Verstehen, die sie in umfassenden Theorien untersucht und konzeptualisiert, vor allem dem Source Monitoring Framework und dem Multiple Entry Modular Memory Model. Begonnen hat sie mit Forschung zur Wechselwirkung von Verstehen und Erinnern bzw. konstruktiven und rekonstruktiven Verarbeitungsprozessen. Wesentliche Beiträge hat sie zum Verständnis von falschen Erinnerungen geleistet. Dabei hat sie vorgeschlagen, dass wahre und falsche Erinnerungen innerhalb eines allgemeineren Rahmens verstanden werden können, in dem Merkmale der Erfahrung zunächst in komplexe Repräsentationen eingebunden werden und später während des Erinnerns bestimmten Quellen zugeschrieben werden. Das Quellengedächtnis bzw. die Quellenüberwachung (Source Monitoring) erlaubt Menschen, die Herkunft einer Erinnerung zu identifizieren (eigene Erfahrung, externe Quelle oder eigene Vorstellungen). Wirklichkeitsüberwachung (Reality Monitoring) beschreibt die Fähigkeit, zwischen realen Erlebnissen und aus dem Gedächtnis rekonstruierten oder imaginierten Ereignissen zu unterscheiden. Diese Unterscheidung basiert auf Merkmalen wie der Lebendigkeit und Situationsbezogenheit von Erinnerungen, wobei Erinnerungen an reale Ereignisse in der Regel detaillierter und kohärenter sind als imaginiertes oder halluziniertes Erleben. Gedächtnisprozesse untersucht Marcia K. Johnson nicht nur bei gesunden Erwachsenen, sondern auch über die Lebensspanne, insbesondere im Alter, und bei klinischen Störungen.
Grundsätzlich geht Maria K. Johnson davon aus, dass die Mechanismen, die den verschiedenen Gedächtnisprozessen und -phänomenen zugrunde liegen, aus Komponenten von Wahrnehmungs- und Reflexionsprozessen bestehen, die wiederum die Kognition ausmachen. Das von ihr entwickelte Multiple-Entry-Modular-Memory-Modell ist eine kognitive Architektur für die Integration modularer Subsysteme von Wahrnehmungs- und Reflexionsprozessen.
Darüber hinaus beschäftigt sie sich auch mit Fragen des Bewusstseins und des Selbst, exekutiven Funktionen (Prozessen, mit denen Menschen ihr eigenes Verhalten bzw. ihre Kognitionen kontrollieren) sowie dem Verhältnis von Emotion und Kognition.

## Auszeichnungen (Auswahl)
Marcia K. Johnson hat zahlreiche renommierte Auszeichnungen für ihre Forschungsleistungen, aber auch für die Förderung von jüngeren Wissenschaftlerinnen und Wissenschaftlern erhalten.
- Mitglied der American Academy of Arts and Sciences, seit 2021[4]
- Korrespondierendes Mitglied der British Academy, seit 2019[5]
- The Franklin Institute Benjamin Franklin Medal in Computer & Cognitive Science, 2019[6]
- Association for Psychological Science Mentor Award, 2019[7]
- Cognitive Neuroscience Society Fred Kavli Distinguished Career Contributions Award in Cognitive Neuroscience, 2017[8]
- National Academy of Sciences, seit 2014[3]
- American Psychological Foundation Gold Medal Award for Life Achievement in the Science of Psychology, 2011[9]
- American Psychological Association Distinguished Scientific Contribution Award, 2006: Award for Distinguished Scientific Contributions "für das Aufwerfen und Erhellen grundlegender Fragen zu den kognitiven und neuronalen Prozessen, die die subjektive Erfahrung des geistigen Lebens ausmachen (for raising and illuminating fundamental questions about the cognitive and neural processes that constitute the subjective experience of mental life)"[10]
- Association for Psychological Science William James Fellow Award, 2006[11]
- American Psychological Association Division 20 Master Mentor Award, 2005[12]

## Veröffentlichungen (Auswahl)
- W. Hirst, E. A. Phelps, R. Meksin, C. J. Vaidya, M. K. Johnson, K. J. Mitchell, R. L. Buckner, A. E. Budson, J. D. E. Gabrieli, C. Lustig, M. Mather, K. N. Ochsner, D. Schacter, J. S. Simons, K. B. Lyle, A. F. Cuc, A. Olsson: A ten-year follow-up of a study of memory for the attack of September 11, 2001: Flashbulb memories and memories for flashbulb events. In: Journal of Experimental Psychology: General. Band 144, Nr. 3, 2015, S. 604–623. doi:10.1037/xge0000055
- W. Hirst, E. A. Phelps, R. L. Buckner, A. E. Budson, A. Cuc, J. D. E. Gabrieli, M. K. Johnson, C. Lustig, K. B. Lyle, M. Mather, R. Meksin, K. J. Mitchell, K. N. Ochsner, D. L. Schacter, J. S. Simons, C. J. Vaidya: Long-term memory for the terrorist attack of September 11: Flashbulb memories, event memories, and the factors that influence their retention. In: Journal of Experimental Psychology: General. Band 138, Nr. 2, 2009, S. 161–176. doi:10.1037/a0015527
- K. J. Mitchell, M. K. Johnson: Source monitoring 15 years later: What have we learned from fMRI about the neural mechanisms of source memory? In: Psychological Bulletin. Band 135, Nr. 4, 2009, S. 638–677. doi:10.1037/a0015849
- M. K. Johnson: Reality monitoring and the media. In: Applied Cognitive Psychology. Band 21, Nr. 8, 2007, S. 981–993. doi:10.1002/acp.1393
- M. K. Johnson: Memory and reality. In: American Psychologist. Band 61, Nr. 8, 2006, S. 760–771. doi:10.1037/0003-066X.61.8.760
- M. K. Johnson, S. Hashtroudi, D. S. Lindsay: Source monitoring. In: Psychological Bulletin. Band 114, Nr. 1, 1993, S. 3–28. doi:10.1037/0033-2909.114.1.3
- D. S. Lindsay, M. K. Johnson, P. Kwon: Developmental changes in memory source monitoring. In: Journal of Experimental Child Psychology. Band 52, Nr. 3, 1991, S. 297–318. doi:10.1016/0022-0965(91)90065-Z
- D. S. Lindsay, M. K. Johnson: The eyewitness suggestibility effect and memory for source. In: Memory & Cognition. Band 17, Nr. 3, 1989, S. 349–358. doi:10.3758/BF03198473
- M. K. Johnson, M. A. Foley, A. G. Suengas, C. L. Raye: Phenomenal characteristics of memories for perceived and imagined autobiographical events. In: Journal of Experimental Psychology: General. Band 117, Nr. 4, 1988, S. 371–376. doi:10.1037/0096-3445.117.4.371
- M. K. Johnson, C. L. Raye: Reality monitoring. In: Psychological Review. Band 88, Nr. 1, 1981, S. 67–85. doi:10.1037/0033-295X.88.1.67
- J. D. Bransford, M. K. Johnson: Contextual prerequisites for understanding: Some investigations of comprehension and recall. In: Journal of Verbal Learning & Verbal Behavior. Band 11, Nr. 6, 1972, S. 717–726. doi:10.1016/S0022-5371(72)80006-9